# Seekonk
Seekonk è un comune degli Stati Uniti d'America facente parte della contea di Bristol nello stato del Massachusetts.